# Ameropterus trivialis
Ameropterus trivialis är en insektsart som först beskrevs av Gerstaecker 1888.  Ameropterus trivialis ingår i släktet Ameropterus och familjen fjärilsländor. Inga underarter finns listade i Catalogue of Life.